# Saint-Bonnet-le-Bourg

Saint-Bonnet-le-Bourg este o comună în departamentul Puy-de-Dôme, Franța. În 1 ianuarie 2022 avea o populație de 180 de locuitori.